# Badegong
Badegong is een bestuurslaag in het regentschap Simeulue van de provincie Atjeh, Indonesië. Badegong telt 289 inwoners (volkstelling 2010).